# Ljubov Nikitěnková
Ljubov Nikitěnková (* 6. prosince 1948 Kostanaj, dnes Kazachstán) je bývalá sovětská atletka. Specializovala se na krátké překážkové běhy.

## Sportovní kariéra
V 70. letech 20. století patřila k předním evropských překážkářkám. V roce 1977 se stala halovou mistryní Evropy v běhu na 60 metrů překážek.